# Thor Nerpin
Thor August Nerpin, född 6 januari 1868 i Stockholm, död där 1 januari 1957, var en svensk skulptör. Han var son till Henrik Nerpin. 
Nerpin studerade vid Tekniska skolan 1884–1887 och modellering vid Högre konstindustriella skolan 1887–1890. Därefter praktikarbetade han i Berlin 1890–1891 och i Paris 1892–1893. Han vikarierade som lärare i ornamentmodellering vid Tekniska skolan periodvis 1899–1901. Han var verkställande direktör för Stockholms hantverksförenings lotteri 1922–1934. Separat ställde han ut i Stockholm 1909. Bland hans offentliga arbeten märks skulpturarbeten i trä för Hallwylska palatset och modellarbeten för Kungliga Operan samt vapensköldar för svenska örlogsfartyg och ornamentarbeten på kungaslupen Vasaorden. Han konst består huvudsakligen av ornamentbildhuggeri och porträttskulpturer.